# Silverkronan
Silverkronan är en deckarroman från 2003 av den svenska författaren Anna Jansson.

## Handling
Maria Wern och hennes kolleger Hartman och Arvidsson vikarierar på Gotland och medeltidsveckan infaller. Men samtidigt anmäls en bonde försvunnen på väg mot fastlandet.